# Friedrich Hueter
Friedrich Hueter (* 22. Februar 1897 in Gelnhausen; † 3. März 1967 ebenda) war ein deutscher Verwaltungsjurist.

## Leben
Hueter studierte an der  Königlichen Universität zu Greifswald Rechtswissenschaft und wurde 1919 im Corps Pomerania Greifswald aktiv. 1920 war er Zeitfreiwilliger. Er wurde 1922 Gerichtsreferendar, 1923 Regierungsreferendar und 1925 Regierungsassessor. 1926 war er aushilfsweise beim Reichsausgleichsamt. 1927 war er im Reichsverkehrsministerium politischer Sekretär von Wilhelm Koch. Als Korrespondent  für die Balkanhalbinsel ging er 1928 für den  Scherl-Verlag nach Belgrad. Nachdem er 1930 beim Landkreis Leer gewesen war, wurde er 1931 Regierungsrat bei der  Regierung in Oppeln. 1932 war er kommissarischer Polizeipräsident in  Oppeln. Im selben Jahr wurde er zum  Landrat im  Kreis Weißensee ernannt. 1937 wurde er aushilfsweise im  Preußischen Staatsministerium beschäftigt und dann als Oberregierungsrat zur preußischen Bau- und Finanzdirektion versetzt. Am 25. November 1937 beantragte er die Aufnahme in die NSDAP und wurde rückwirkend zum 1. Mai desselben Jahres aufgenommen (Mitgliedsnummer 5.917.572). 1938/39 war er vertretungsweise Landrat im Kreis Lübbecke. Vom 24. März 1939 bis Ende Oktober 1943 war er Landrat im Kreis Höxter. Im Zweiten Weltkrieg diente er in der Militärverwaltung.